# 斗、批、改

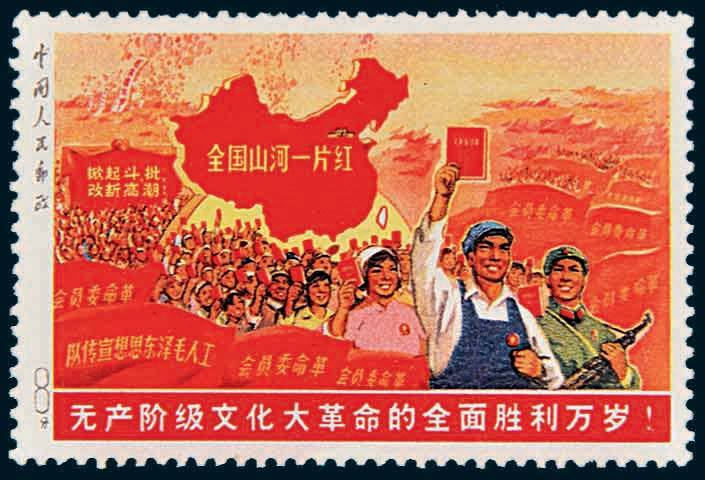
印有革委会和工宣队以及“斗、批、改”的文革邮票（1968年10月）

斗争、批判、改革，简称斗、批、改，即对文化大革命的任务的整体概括。在正式总结为“斗、批、改”三字时，又指文化大革命的一个阶段。

## 历史
《中国共产党中央委员会关于无产阶级文化大革命的决定》将文化大革命的目的表述为：
我们的目的是鬥垮走资本主义道路的当权派，批判资产阶级的反动学术“权威”，批判资产阶级和一切剥削阶级的意识形成，改革教育，改革文艺，改革一切不适应社会主义经济基础的上层建筑，以利于巩固和发展社会主义制度。
1968年9月7日，两报一刊在庆祝全国省级革命委员会全部成立的社论《无产阶级文化大革命的全面胜利万岁！》指出：“全国山河一片红……标志着整个运动已在全国范围内进入了斗、批、改的阶段”。社论传达了中国共产党中央委员会主席毛泽东的指示：“建立三结合的革命委员会，大批判，清理阶级队伍，整党，精简机构、改革不合理的规章制度、下放科室人员，工厂里的斗、批、改，大体经历这么几个阶段。”
可见，从1966年到1968、1969年，“斗、批、改”从文化大革命的任务和目标，变为“大乱”之后的“大治”阶段。
1968年到1971年是文化大革命的“斗、批、改”阶段；九一三事件后，报刊已很少再提“斗、批、改”了。